# TOTSO
Als TOTSO bezeichnet man eine spezielle Form von Straßenkreuzungen, bei denen es notwendig ist, abzubiegen, um auf der Straße mit derselben Nummerierung oder Bezeichnung zu bleiben. Folgt man dagegen im Bereich der Kreuzung der Hauptfahrbahn, so wechselt die Straßenbezeichnung.
TOTSO ist ein englisches Akronym und steht für Turn off to stay on und; es bedeutet auf Deutsch sinngemäß: „abbiegen, um drauf zu bleiben“. Der Begriff wird vor allem bei höherrangigen Straßen verwendet, also Autobahnen und kreuzungsfrei ausgebauten Hauptverkehrsstraßen. Im weiteren Sinne umfasst der Begriff auch abknickende Vorfahrtsstraßen innerorts.

## Beispiele

### Deutschland
| Verzweigung                                                                                  | TOTSO                                    | Ziel der Hauptfahrbahn          |
| -------------------------------------------------------------------------------------------- | ---------------------------------------- | ------------------------------- |
| Autobahndreieck Potsdam                                                                      | Ludwigsfelde → Berlin-Spandau            | nach Leipzig                    |
| Autobahndreieck Werder                                                                       | Ludwigsfelde → Berlin-Spandau            | nach Magdeburg                  |
| Autobahndreieck Havelland                                                                    | Oranienburg → Berlin-Spandau             | nach Hamburg                    |
| Autobahndreieck Neukölln                                                                     | Kurfürstendamm → Grenzallee              | nach Schönefeld                 |

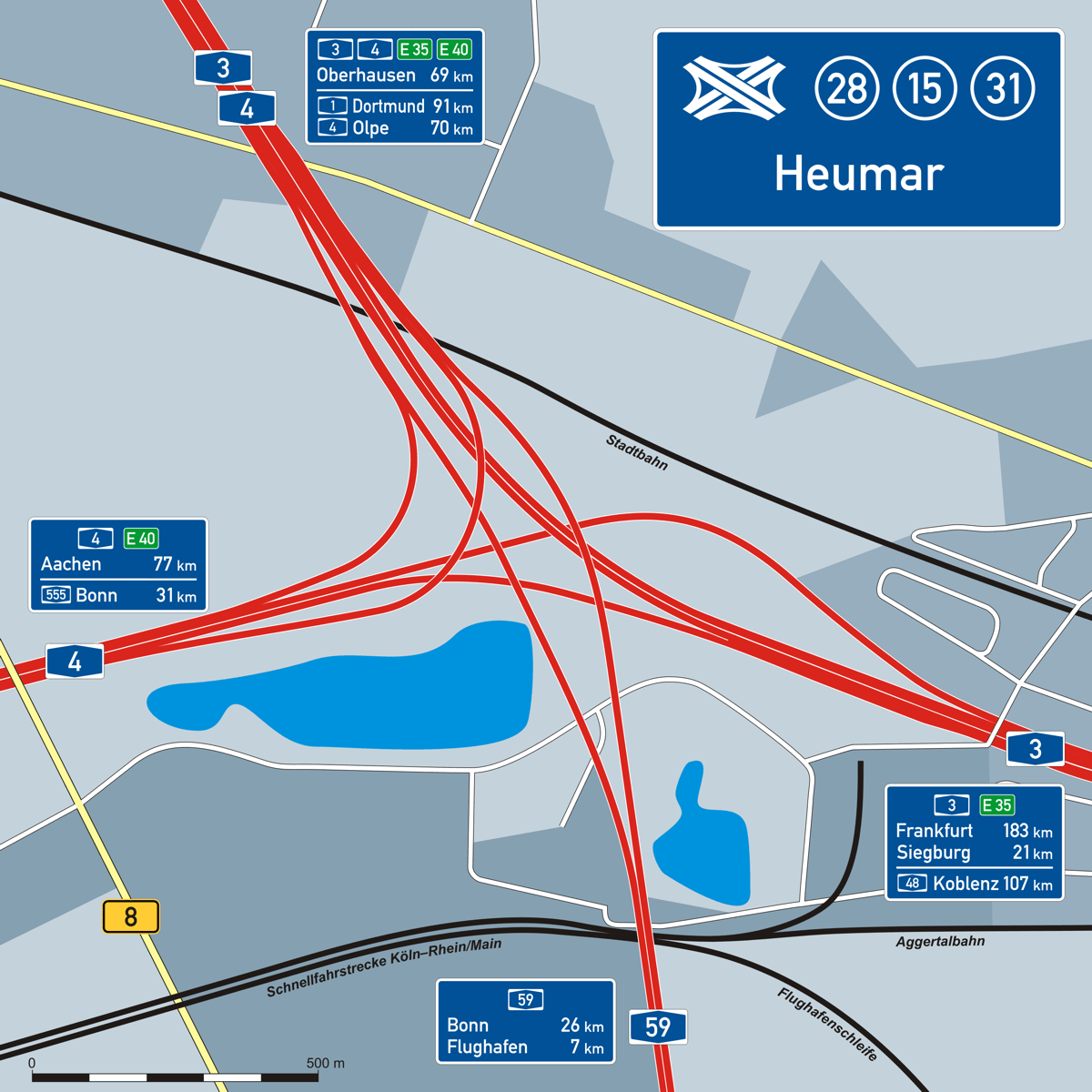
Schema des Autobahndreiecks Köln-Heumar

| AS Berlin-Eichborndamm/ AS Berlin-Kurt-Schumacher-Damm (ehemals Autobahnkreuz Reinickendorf) | Charlottenburg → Oranienburg             | Eichborndamm/ Scharnweberstraße |
| AS Berlin-Eichborndamm/ AS Berlin-Kurt-Schumacher-Damm (ehemals Autobahnkreuz Reinickendorf) | Oranienburg → Charlottenburg             | Kurt-Schumacher-Damm (ehemals ) |
| Autobahndreieck Spreewald                                                                    | Berlin → Dresden                         | nach Cottbus                    |
| Autobahndreieck Wittstock/Dosse                                                              | Berlin → Hamburg                         | nach Rostock                    |
| Autobahndreieck Wittstock/Dosse                                                              | Hamburg → Berlin                         | nach Rostock                    |
| Horster Dreieck                                                                              | Hamburg → Bremen                         | nach Hannover                   |
| Horster Dreieck                                                                              | Hannover → Flensburg                     | nach Hamburg                    |
| Autobahndreieck Norderelbe                                                                   | Bremen → Lübeck                          | nach Hamburg-Veddel             |
| Autobahnkreuz Hamburg-Ost                                                                    | Berlin → Hamburg                         | nach Bremen                     |
| Autobahnkreuz Hamburg-Ost                                                                    | Hamburg → Berlin                         | nach Lübeck                     |
| Autobahndreieck Nordharz                                                                     | Bernburg → Braunschweig                  | nach Goslar                     |
| Autobahndreieck Leer                                                                         | Oberhausen → Emden                       | nach Oldenburg                  |
| Autobahndreieck Oldenburg-West                                                               | Bremen → Leer                            | nach Wilhelmshaven              |
| AS Kreuztal-Krombach                                                                         | Siegen → Olpe                            | nach Köln                       |
| Autobahndreieck Köln-Heumar                                                                  | Olpe → Aachen                            | nach Frankfurt am Main          |
| Autobahndreieck Köln-Heumar                                                                  | Aachen → Olpe                            | nach Frankfurt am Main          |
| Autobahnkreuz Köln-Ost                                                                       | Olpe → Aachen                            | nach Köln                       |
| Autobahnkreuz Köln-Ost                                                                       | Aachen → Olpe                            | nach Leverkusen                 |
| Autobahndreieck Porz                                                                         | Bonn → Köln                              | nach Köln                       |
| Autobahnkreuz Bliesheim                                                                      | Köln → Euskirchen                        | nach Koblenz                    |
| Autobahndreieck Erfttal                                                                      | Koblenz → Mönchengladbach                | nach Köln                       |
| Autobahnkreuz Oberhausen                                                                     | Duisburg → Emmerich                      | nach Dortmund                   |
| Autobahnkreuz Oberhausen                                                                     | Emmerich → Duisburg                      | nach Oberhausen                 |
| Autobahnkreuz Holz                                                                           | Aachen → Mönchengladbach                 | nach Neuss                      |
| Autobahnkreuz Holz                                                                           | Neuss → Heinsberg                        | nach Aachen                     |
| Autobahnkreuz Aachen                                                                         | Köln → Grenzübergang Vetschau            | nach Aachen                     |
| Autobahndreieck Saarlouis                                                                    | Luxemburg → Pirmasens                    | nach Saarbrücken                |
| Autobahndreieck Saarbrücken                                                                  | Kaiserslautern → Metz                    | nach Luxemburg                  |
| Autobahndreieck Nonnweiler                                                                   | Trier → Saarbrücken                      | nach Pirmasens                  |
| Hattenbacher Dreieck                                                                         | Kassel → Würzburg                        | nach Frankfurt am Main          |
| Autobahndreieck Ohmtal                                                                       | Frankfurt am Main → Hattenbacher Dreieck | nach Kassel                     |
| AS Darmstadt-West                                                                            | Darmstadt → Griesheim                    | zur und                         |
| Darmstädter Kreuz                                                                            | Heidelberg → Frankfurt am Main           | nach Mainz                      |
| Darmstädter Kreuz                                                                            | Frankfurt am Main → Heidelberg           | nach Mannheim                   |
| Darmstädter Kreuz                                                                            | Mannheim → Mainz                         | nach Frankfurt am Main          |
| Darmstädter Kreuz                                                                            | Mainz → Mannheim                         | nach Heidelberg                 |
| Viernheimer Dreieck                                                                          | Heilbronn → Kaiserslautern               | nach Darmstadt                  |
| Autobahnkreuz Weinsberg                                                                      | Mannheim → Nürnberg                      | nach Stuttgart                  |
| Autobahnkreuz Weinsberg                                                                      | Stuttgart → Würzburg                     | nach Mannheim                   |
| Dreieck Leonberg                                                                             | Singen → Heilbronn                       | nach Karlsruhe                  |
| Autobahnkreuz Stuttgart                                                                      | Singen → Heilbronn                       | nach Stuttgart                  |
| Autobahnkreuz Stuttgart                                                                      | Heilbronn → Singen                       | nach München                    |
| Autobahnkreuz Nürnberg                                                                       | Würzburg → Regensburg                    | nach München                    |
| Autobahnkreuz Nürnberg                                                                       | München → Berlin                         | nach Würzburg                   |
| Autobahnkreuz Memmingen                                                                      | Lindau (Bodensee) → München              | nach Ulm                        |

#### Trivia
Das einzige Autobahnkreuz mit TOTSO-Übergängen aus allen vier Richtungen ist das Darmstädter Kreuz.
Im deutschen Autobahnnetz lassen sich längere Abfolgen von TOTSO-Übergängen finden:
- A 19 bei Rostock – Autobahndreieck Wittstock/Dosse – A 24 – Autobahndreieck Havelland – A 10 über den nördlichen, östlichen und südlichen Berliner Ring – Autobahndreieck Potsdam – A 9 – München (ca. 860 km)
- in Gegenrichtung noch länger: München – A 9 – Autobahnkreuz Nürnberg – A 3 – Autobahnkreuz Oberhausen – A 2 – Autobahndreieck Werder – A 10 über den südlichen, östlichen und nördlichen Berliner Ring – Autobahndreieck Havelland – A 24 – Autobahndreieck Wittstock/Dosse – A 19 – Rostock (ca. 1.460 km)
- A 81 bei Stuttgart – Autobahnkreuz Weinsberg – A 6 – Viernheimer Dreieck – A 67 – Darmstädter Kreuz – A 5 – Hattenbacher Dreieck – A 7 – Horster Dreieck – A 1 – Autobahndreieck Norderelbe – A 255 – Hamburg (ca. 680 km, ebenso in die Gegenrichtung)

Das Hattenbacher Dreieck ist für Lkw kein TOTSO. Seitdem die separate Lkw-Spur auf der rechten Seite, die zur A5 führt, im Juni 2007 in Betrieb genommen wurde, sind die linken Fahrspuren Richtung A5 für Lkw gesperrt. Lkw-Fahrer, die auf der A7 bleiben wollen, bleiben daher – innerhalb der für sie erlaubten Spuren – auf der Hauptfahrbahn.
Das Autobahndreieck Barnim enthält seit dem Umbau kein TOTSO mehr. Die Hauptfahrbahn ist durchgehend die A10. Im zuvor an dieser Stelle befindlichen AD Schwanebeck führte die Hauptfahrbahn von der A10 im Uhrzeigersinn zur A11 Richtung Stettin.
Gleiches gilt für die Anschlussstelle Neuss-Hafen der A 57, bei der früher die Hauptfahrbahnen die Relation Krefeld – Neuss-Hafen/B 1 bildeten, während der aus Richtung Köln kommende Abschnitt hier einmündete bzw. Autofahrer aus Richtung Krefeld, die nach Köln weiterfahren wollten, abbiegen mussten. Der Anschluss wurde um 2000 umgebaut.
Der Tunnel Tiergarten Spreebogen in Berlin ist  an beiden Enden als TOTSO geführt. Die Hauptfahrbahnen führen jeweils zur nächstliegenden Ausfahrtsrampe aus dem Tunnel, während die Abbiegespur im Tunnel verbleibt.

### Österreich
| Verzweigung            | TOTSO                          | Ziel der Hauptfahrbahn |
| ---------------------- | ------------------------------ | ---------------------- |
| AS Klagenfurt-West     | Villach → Graz                 | nach Klagenfurt        |
| Knoten Wels            | Passau → Voralpenkreuz         | nach Linz              |
| Knoten Innsbruck-Amras | Kufstein → Zams                | zum Brennerpass        |
| Knoten Inzersdorf      | Graz → Altmannsdorf            | nach Altmannsdorf      |
| Knoten Inzersdorf      | Altmannsdorf → Favoriten       | nach Graz              |
| Knoten Inzersdorf      | Favoriten → Altmannsdorf       | nach Graz              |
| AS Wiener Neustadt Ost | Wiener Neustadt → Mattersburg  | zur                    |
| Knoten Jettsdorf       | Stockerau → Krems an der Donau | nach St. Pölten        |

### Schweiz
In der Schweiz sind mehrere Autobahnteilstücke mit mehr als einer Autobahn-Nummer versehen, da zwei Autobahnverläufe auf einer Strecke vereinigt sind. Dies ist dann der Fall, wenn eine Teilstrecke von zwei Autobahnen zusammenliegt – nach dem Prinzip: zwei Autobahnen kommen an einer Verzweigung zusammen und an einer späteren trennen sie sich wieder. Das Stück zwischen den Verzweigungen gehört zu beiden Autobahnen und trägt beide Nummern. In so einem Fall liegt nicht für alle Verkehrsteilnehmer eine TOTSO-Situation vor, sondern nur für jene, die auf der Autobahn mit der abzweigenden Streckennummer bleiben.
| Verzweigung                   | TOTSO                          | Ziel der Hauptfahrbahn |
| ----------------------------- | ------------------------------ | ---------------------- |
| Verzweigung Limmattal         | Bern → Winterthur Basel → Chur | Zürich Hardturm        |
| Verzweigung Limmattal         | Winterthur → Zug               | nach Bern/Basel 1      |
| Verzweigung Limmattal         | Zug → Winterthur               | nach Bern/Basel 2      |
| Verzweigung Zürich West       | () Winterthur → Zug            | nach Chur              |
| Verzweigung Zürich Süd        | Basel → Chur                   | nach Zürich Wiedikon   |
| Verzweigung Zürich Süd        | Chur → Basel                   | nach Zürich Wiedikon   |
| Verzweigung Sarganserland     | Chur → St. Margrethen          | nach Zürich            |
| Verzweigung Blegi             | Luzern → Baar                  | nach Zürich            |
| Verzweigung Rütihof           | Zürich → Zug                   | nach Luzern            |
| Verzweigung Härkingen         | () Luzern → Basel              | nach Bern              |
| Verzweigung Wiggertal         | () Basel → Luzern              | nach Zürich            |
| Verzweigung Lattigen          | Bern → Wimmis                  | nach Interlaken        |
| Verzweigung Schönbühl         | () Bern → Biel/Bienne          | nach Zürich            |
| Verzweigung Essert-Pittet     | () Lausanne → Orbe             | nach Bern              |
| Verzweigung Villars-Ste-Croix | () Orbe → Sion                 | nach Genf              |

### Frankreich
| Verzweigung                        | TOTSO                            | Ziel der Hauptfahrbahn    |
| ---------------------------------- | -------------------------------- | ------------------------- |
| Kreuz Vendenheim                   | Straßburg → Lauterbourg          | nach Metz                 |
| Kreuz Vendenheim                   | Lauterbourg → Straßburg          | nach Duppigheim           |
| Kreuz Vendenheim                   | Metz → Straßburg                 | nach Duppigheim           |
| Kreuz Duppigheim                   | Basel → Straßburg                | nach Vendenheim           |
| Kreuz Mulhouse                     | Straßburg → Basel                | nach Belfort              |
| Kreuz Mulhouse                     | Basel → Straßburg                | nach Belfort              |
| Verzweigung Chambéry               | Annecy → Grenoble                | nach Lyon                 |
| Verzweigung Chambéry               | Lyon → Modane (Turin)            | nach Annecy               |
| Verzweigung Porte de Savoie        | Chambéry → Modane (Turin)        | nach Grenoble             |
| Verzweigung Chamousset             | Chambéry → Modane (Turin)        | nach Albertville          |
| Touchier-Kreuz zwischen A55 und A7 | Martigues → Marseille            | nach Septèmes-les-Vallons |
| Verzweigung zwischen A7 und A507   | Septèmes-les-Vallons → Marseille | nach Toulon               |

### Polen
| Verzweigung                                | TOTSO                             | Ziel der Hauptfahrbahn  |
| ------------------------------------------ | --------------------------------- | ----------------------- |
| Autobahnknoten Szczecin-Klucz              | Świnoujście → Gorzów Wielkopolski | nach Berlin (DE)        |
| Autobahnknoten Szczecin-Klucz              | Gorzów Wielkopolski → Świnoujście | nach Berlin (DE)        |
| Autobahnknoten Balice                      | Katowice → Rzeszów                | nach Krakau-Nord        |
| Autobahnknoten Bydgoszcz-Błonie            | Gdańsk → Poznań                   | nach Toruń              |
| Autobahnknoten Bydgoszcz-Błonie            | Poznań → Gdańsk                   | nach Bydgoszcz          |
| Autobahnknoten Poznań-Wschód               | Gdańsk → Wrocław                  | nach Łódź               |
| Autobahnknoten Poznań-Wschód               | Wrocław → Gdańsk                  | nach Łódź               |
| Autobahnknoten Poznań-Zachód               | Gdańsk → Wrocław                  | nach Berlin (DE)        |
| Autobahnknoten Poznań-Zachód               | Wrocław → Gdańsk                  | nach Piła               |
| Autobahnknoten Poznań-Zachód               | Piła → Katowice                   | nach Wrocław            |
| Autobahnknoten Poznań-Zachód               | Katowice → Piła                   | nach Berlin (DE)        |
| Autobahnknoten Goleniów-Północ             | Szczecin → Gdańsk                 | nach Świnoujście        |
| Autobahnknoten Gdynia-Wielki Kack          | Szczecin → Gdańsk                 | nach Gdynia             |
| Autobahnknoten Gdynia-Wielki Kack          | Gdańsk → Szczecin                 | nach Gdynia-Port        |
| Autobahnknoten Gdańsk-Południe             | Żukowo → Warszawa                 | nach Toruń              |
| Autobahnknoten Gdańsk-Południe             | Warszawa → Żukowo                 | nach Toruń              |
| Autobahnknoten Warszawa-Lotnisko           | Gdańsk → Kielce                   | nach Siedlce            |
| Autobahnknoten Warszawa-Lotnisko           | Kielce → Gdańsk                   | nach Warschau-Flughafen |
| Autobahnknoten Łódź-Południe               | Wrocław → Warschau                | nach Toruń              |
| Autobahnknoten Łódź-Południe               | Warschau → Wrocław                | nach Toruń              |
| Autobahnknoten Piotrków Trybunalski-Zachód | Wrocław → Warschau                | nach Katowice           |
| Autobahnknoten Piotrków Trybunalski-Zachód | Warschau → Wrocław                | nach Katowice           |
| Autobahnknoten Opacz                       | Wrocław → Białystok               | nach Warschau           |
| Autobahnknoten Opacz                       | Białystok → Wrocław               | nach Siedlce/Kielce     |
| Autobahnknoten Konotopa                    | Wrocław → Białystok               | nach Łódź               |
| Autobahnknoten Konotopa                    | Białystok → Wrocław               | nach Łódź               |
| Autobahnknoten Toruń-Południe              | Warschau → Bydgoszcz              | nach Łódź               |
| Autobahnknoten Bielice                     | Kołobrzeg → Piła                  | nach Gdańsk             |
| Autobahnknoten Poznań-Krzesiny             | Piła → Katowice                   | nach Łódź/Gdańsk        |
| Autobahnknoten Poznań-Krzesiny             | Katowice → Piła                   | nach Poznań             |
| Autobahnknoten Kurów-Zachód                | Radom → Lublin                    | nach Warschau           |
| Autobahnknoten Kurów-Zachód                | Lublin → Radom                    | nach Warschau           |
| Autobahnknoten Lublin-Sławinek             | Radom/Warschau → Chełm/Zamość     | nach Lublin             |
| Autobahnknoten Lublin-Sławinek             | Chełm/Zamość → Radom/Warschau     | nach Rzeszów            |
| Autobahnknoten Rzeszów-Wschód              | Lublin → Prešov (SK)              | nach Rzeszów            |
| Autobahnknoten Rzeszów-Wschód              | Prešov (SK) → Lublin              | nach Lviv (UA)          |
| Autobahnknoten Rzeszów-Zachód              | Lublin → Prešov (SK)              | nach Krakau             |
| Autobahnknoten Rzeszów-Zachód              | Prešov (SK) → Lublin              | nach Lviv (UA)          |
| Autobahnknoten Olsztyn-Południe            | Bartoszyce → Warschau             | nach Grudziądz          |
| Autobahnknoten Olsztyn-Południe            | Warschau → Bartoszyce             | nach Olsztyn            |